# Agreste (Paratinga)
Agreste é um povoado rural do município brasileiro de Paratinga, no interior do estado da Bahia, localizado a cerca de 31 km do centro urbano. Situa-se próximo ao Rio Santo Onofre.
Um dos principais e maiores povoados do município, o Agreste abriga escolas, unidades de saúde e eventos culturais e esportivos, tais como campeonatos de futebol. Também possui um grupo cultural formado por moradores da localidade, que se apresenta em eventos do gênero.
Liga-se com outros povoados, tais como o Boqueirão de Regino.